# Israel Victor Welch
Israel Victor Welch (* 20. Januar 1822 in Old St. Stephens, Alabama; † 18. Mai 1869) war sowohl für die Vereinigten Staaten als auch für die Konföderierten Staaten als Politiker tätig. Er ließ sich in Mississippi nieder. 1858 saß er dort im Repräsentantenhaus. Er nahm 1861 als Delegierter an der Sezessionsversammlung von Mississippi teil, wo er für die Sezession seines Staates stimmte. Im November 1861 wurde er für den dritten Wahlbezirk von Mississippi in den ersten Konföderiertenkongress gewählt, wo er am 18. Februar 1862 seinen Posten antrat. Er kandidierte erfolgreich für den zweiten Konföderiertenkongress und war dann dort bis 1865 tätig. Ferner diente er während des Bürgerkrieges in der Konföderiertenarmee. Er verstarb ungefähr vier Jahre nach dem Ende des Krieges und wurde dann auf dem Odd Fellows Cemetery in Macon (Noxubee County) beigesetzt.